# Josef Oliva
Josef Oliva (13. února 1892 Schořov – 3. srpna 1953) byl československý politik a meziválečný poslanec Národního shromáždění za Československou živnostensko-obchodnickou stranu středostavovskou.

## Biografie
Profesí byl mistrem zednickým, architektem a cementářem. Bydlel v Čáslavi. V letech 1929-1931 zastával funkci starosty města. V roce 1936 se zmiňuje coby poslanec Josef Oliva, člen městské rady v Čáslavi.
Po parlamentních volbách v roce 1929 se stal za Československou živnostensko-obchodnickou stranu středostavovskou poslancem Národního shromáždění. Mandát ale získal až dodatečně, roku 1934, jako náhradník poté, co rezignoval poslanec Václav Hýbner. Mandát obhájil v parlamentních volbách v roce 1935. Poslanecké křeslo si oficiálně podržel do zrušení parlamentu roku 1939, přičemž ještě v prosinci 1938 přestoupil do poslaneckého klubu nově utvořené Strany národní jednoty.
S manželkou Marií měli děti Josefa, Jaroslava a Marii.